# Senior
Senior — инструментальный альбом норвежского дуэта Röyksopp, выпущенный 13 сентября 2010 года.

## Об альбоме
Как и предполагалось раньше, Senior был выпущен в сентябре 2010 года, но из-за проблем со звукозаписывающими лейблами релиз альбома в США и Канаде был отложен до 26 октября.
Röyksopp говорят, что у этого альбома «осеннее настроение», в то время как альбом Junior наполнен «летними чувствами». Музыканты отмечают, что в Senior больше элементов даунтемпо, чем в альбоме Junior, и признаются, что он может оказаться новым слушателям сложнее для восприятия, чем Junior. В интервью радио KCRW, Свейн Берге сравнивает Senior с «престарелым братом Junior, живущим на чердаке».
Трек The Alcoholic дуэт описал как «ностальгическая идея, основанная на любом бродяге, который путешествует на проезжающих мимо поездах с места на место». Последний трек диска «A Long, Long Way» также включает в себя скрытый трек «The Final Day», доступный отдельно в iTunes.
«The Drug» был выпущен как однотрековый промосингл 9 августа 2010 года под лейблом Dog Triumph. Клип на данный сингл под руководством That Go (Noel Paul и Stefan Moore) был выпущен в интернете 3 сентября 2010 года.

## Фильмы
Röyksopp выпустили два фильма для продвижения своего нового альбома в 2010 году.
Royksopp’s Adventures in Barbieland был выпущен в августе 2010 года под руководством Андреаса Нильссона. В фильме дуэт представлен двумя пожилыми музыкантами, живущими в доме, полном куклами Барби.
Etter Opporet был выпущен норвежской студией That Go. Джесси Ванатта, Аманда Бауэр и Дженна Ламмерт играли в нём роль трех девушек в футболках с надписями в стиле граффити, гуляющих по заброшенному району Детройта (штат Мичиган, США).

## Список композиций
| №   | Название                        | Длительность |
| --- | ------------------------------- | ------------ |
| 1.  | «…And the Forest Began to Sing» | 1:50         |
| 2.  | «Tricky Two»                    | 7:48         |
| 3.  | «The Alcoholic»                 | 5:10         |
| 4.  | «Senior Living»                 | 5:09         |
| 5.  | «The Drug»                      | 5:58         |
| 6.  | «Forsaken Cowboy»               | 5:28         |
| 7.  | «The Fear»                      | 7:01         |
| 8.  | «Coming Home»                   | 5:03         |
| 9.  | «A Long, Long Way»              | 4:01         |
| 10. | «The Final Day» (скрытый трек)  | 6:42         |

## Позиции на мировых чартах
| Хит-парад (2010)                | Пиковая позиция |
| ------------------------------- | --------------- |
| Belgian Albums Chart (Flanders) | 21              |
| Belgian Albums Chart (Wallonia) | 31              |
| Danish Albums Chart             | 30              |
| Dutch Albums Chart              | 41              |
| European Albums Chart           | 28              |
| Norwegian Albums Chart          | 1               |
| Swedish Albums Chart            | 17              |
| Swiss Albums Chart              | 28              |
| UK Albums Chart                 | 33              |